# 沙赫格尔
沙赫格尔（Shahgarh）是印度中央邦薩格爾縣的一个城镇。总人口14585（2001年）。

## 人口
该地2001年总人口14585人，其中男性7625人，女性6960人；0—6岁人口2648人，其中男1368人，女1280人；识字率61.72%，其中男性为69.27%，女性为53.45%。